# Justice Fight
Justice Fight – jedenasty album studyjny Anthony’ego B, jamajskiego wykonawcy muzyki reggae i dancehall.
Płyta została wydana 18 kwietnia 2004 roku wspólnym nakładem dwóch niewielkich wytwórni: Nocturne Records oraz Fire Ball Records. Produkcją nagrań zajął się Leroy "Sugar Roy" Moore.

## Lista utworów
1. "Justice Fight"
2. "Wrath"
3. "Every Woman"
4. "Fan Dangles"
5. "Girls"
6. "Lonely"
7. "It's Over Now"
8. "Hail Jah"
9. "State Of Mind"
10. "Hotness"
11. "Life Is A Lesson"
12. "Do Your Thing"
13. "Cloth"
14. "True Love"

## Muzycy
- Danny Marshall - gitara
- Robbie Shakespeare - gitara basowa
- Sly Dunbar - perkusja
- Paul "Right Move" Crossdale - keyboard